# Czteropęd
Czteropęd, czterowektor energii-pędu – wektor czterowymiarowy, którego składową czasową (zerową) jest całkowita energia obiektu fizycznego, składowymi przestrzennymi pęd tego obiektu, a wartością bezwzględną jego masa spoczynkowa. Jest to czterowymiarowe uogólnienie wektora pędu.
Używany zamiast wektora pędu w tych teoriach fizycznych, które postulują istnienie czterowymiarowej czasoprzestrzeni, czyli teoriach relatywistycznych, np. szczególnej i ogólnej teorii względności, relatywistycznej mechanice kwantowej, teorii pól kwantowych.
Transformuje się, jak każdy czterowektor, zgodnie z transformacjami Lorentza.